# Epipyropidae
Famille
Les Epipyropidae sont une petite famille de lépidoptères (papillons) comprenant 32 espèces décrites (Krampl & Dlabola, 1983) qui présentent toutes la particularité d'être, au stade chenille, parasites d'homoptères. Ces papillons sont présents dans le monde entier, mais ils sont plus fréquents en Asie (Inde) et en Australie.

## Genre rencontré en Europe
- Ommatissopyrops Bivar de Sousa & Quartau, 1998

## Autres genres
- Agamopsyche
- Epimesophantia Krampl, 1983
- Epipomponia
- Epiricania
- Fulgoraecia
- Heteropsyche